# استخوان‌شناسی

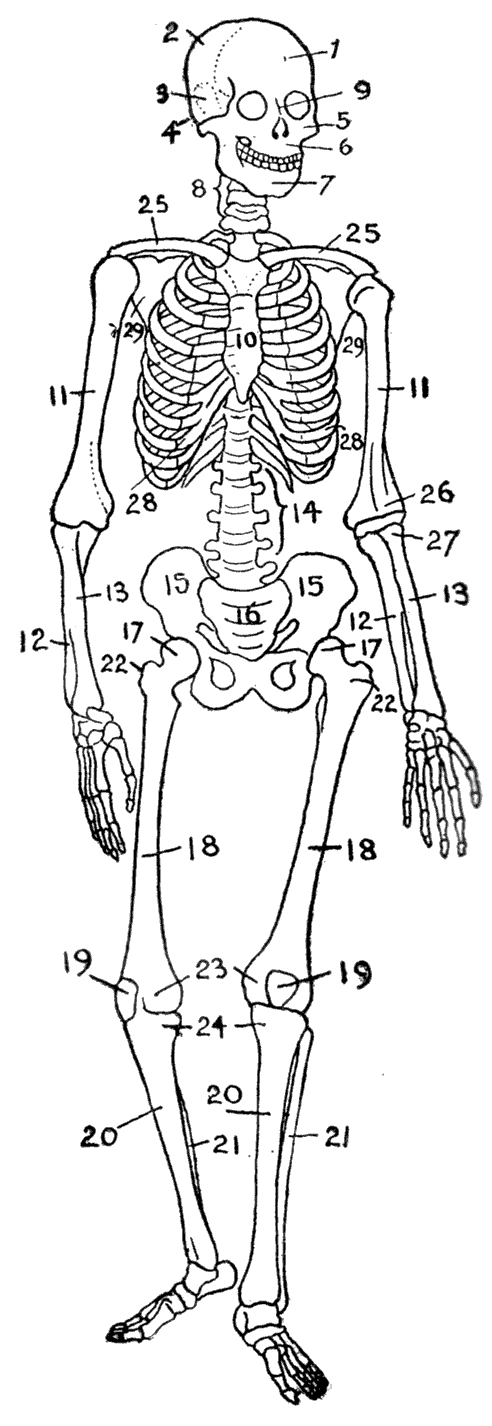
استخوان‌بندی یک انسان

استخوان‌شناسی مطالعهٔ علمی استخوان‌هاست که توسط استخوان‌شناسان انجام می‌شود. استخوان‌شناسی زیرشاخه‌ای از علوم کالبدشناسی، جامعه‌شناسی، و باستان‌شناسی به‌شمار می‌آید.
استخوان‌شناسان به مطالعهٔ دقیق ساختار استخوان‌ها، اجزای استخوان‌بندی، دندان‌ها، اشکال ظاهری، عملکردها، بیماری‌ها و آسیب‌ها، فرایند استخوان‌سازی از غضروف، استحکام و سختی استخوان‌ها، و غیره می‌پردازند.
در مطالعه استخوان‌ها، سن، مرگ، جنسیت، رشد، و شیوه زندگی فردی که بقایایش به‌جا مانده در نظر گرفته می‌شود یا از طریق استخوان‌شناسی اطلاعاتی در این زمینه‌ها بازیابی می‌گردد.
استخوان‌شناسی را نباید با حوزهٔ پزشکی جایگزین که تحت عنوان استخوان‌درمانی می‌باشد اشتباه گرفت.